# 仁倉站

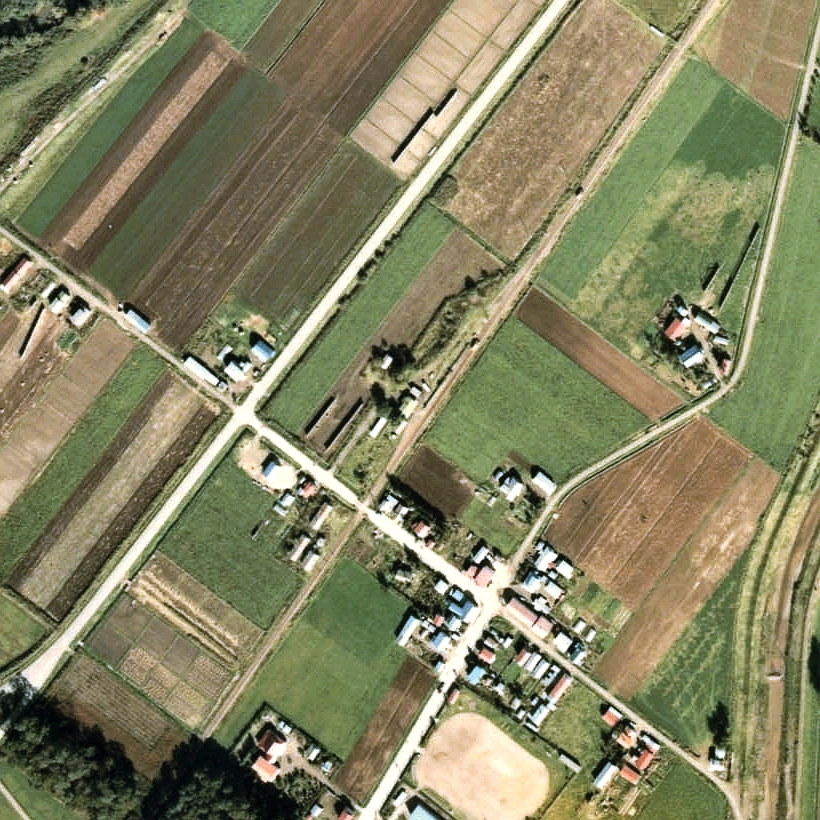
1977年的仁倉站與方圓約500米範圍。右上方是網走方向。車站位於仁倉地區中心。右下方設有仁倉川，左上方設有佐呂間別川。圖中可看見島狀的單式月台。當時為無人車站，車站後方設有本線。配線與芭露站同樣，本線設有分支，連接車站大樓旁邊的貨物用副本線。

仁倉站（日语：／ Nikura eki */?）是位於北海道常呂郡佐呂間町字仁倉，日本國有鐵道（國鐵）的湧網線車站（廢站）。隨著湧網線廢線，車站在1987年（昭和62年）3月20日廢除。

## 歷史
- 1953年（昭和28年）10月22日 - 日本國有鐵道湧網線佐呂間站至下佐呂間站（後來為濱佐呂間站）之間開通，湧網線全線開通，此站啟用[1]。當時為一般車站[1]。
- 1961年（昭和36年）4月1日 - 成為業務委託車站。
- 1972年（昭和47年）2月8日 - 結束處理貨物和行李[2]。同時成為無人車站[3]（簡易委託化，車站鄰近的私人商店售賣車票）。
- 1987年（昭和62年）3月20日 - 湧網線全線廢除，此站也廢除[1]。

## 車站構造
截至車站廢除前，車站是一座地面車站，設有1面1線的島式月台（只使用單邊）。月台位於路軌北邊（網走方向的列車會開啟左邊車門）。此站沒有轉轍器。
此站是無人車站。在有人車站時代還有車站大樓。大樓位於站內北邊，鄰接前往月台的通道。車站大樓和月台之間設有花壇。車站內沒有人當值，於車站附近的私人商店委托販賣車票（簡易委託站）。受託者截至1983年（昭和58年）是一位近70歲的農家老婦人，該婦人會前往車站大樓打掃，當時國鐵印上了「湧網沿線最乾淨的車站」在太鼓上。

## 站名的由來
車站名稱取自所在地名。地名源自阿伊努語的「ニクリ・アン・ペッ」，其意思是有森林的河流。

## 車站周邊
- 北海道道655號仁倉端野線（日语：北海道道655号仁倉端野線）
- 北海道道103號留邊蘂濱佐呂間線（日语：北海道道103号留辺蘂浜佐呂間線）
- 佐呂間別川[6]
- 仁倉川[6]
- 佐呂間町親睦巴士（日语：佐呂間町ふれあいバス）（自由上下車區間（日语：フリー乗降制））

## 現況
車站大樓與站內設施在1988年（昭和63年）9月撤走。截至2011年（平成23年）變成空地，沒有任何遺蹟。
另外，車站遺址周邊截至2011年（平成23年）設有一家廢屋和荒野。部分路軌遺址還有路堤。靠近濱佐呂間站一方的路軌遺址處，於跨過仁倉川處設有「六號之澤川橋樑」，橋樑處開始有龜裂。

## 相鄰車站
日本國有鐵道
湧網線 
知來－紅葉橋臨時乘降場－仁倉－濱佐呂間

## 注腳
1. 1 2 3 4 5  石野哲（編）. . JTB. 1998: 915. ISBN 978-4-533-02980-6 （日语）.
2. ↑  . 官報. 1972-02-08 （日语）.
3. 1 2  . 鐵道公報 (日本國有鐵道總裁室文書課). 1972-02-08: 2 （日语）.
4. 1 2 3 4  宮脇俊三 (编). . 原田勝正. 小學館. 1983-7: 161. ISBN 978-4093951012 （日语）.
5. ↑  太田幸夫. . 富士Comtem. 2004-2: 169. ISBN 978-4893915498 （日语）.
6. 1 2  . 地勢堂. 1980-3: 19 （日语）.
7. 1 2 3 4  本久公洋. . 北海道新聞社. 2011-9: 104. ISBN 978-4894536128 （日语）.